# Fateh-Sagar-See
Der Fateh-Sagar-See (Hindi फ़तेह सागर झील Fateh Sāgar Jhīl) ist ein von Menschenhand aufgestautes Gewässer bei der Stadt Udaipur im indischen Bundesstaat Rajasthan.

## Lage
Der Fateh-Sagar-See liegt am Westrand der Stadt Udaipur in einer Höhe von ca. 590 m ü. d. M.; nach Süden ist er über den Swaroop Sagar mit dem Pichhola-See verbunden.

## Geschichte
Der See wurde bereits im Jahr 1687 im Auftrag von Maharana Jai Singh geschaffen. Die aus Steinen und gestampfter Erde bestehende Staumauer musste jedoch permanent ausgebessert werden und wurde Ende des 19. Jahrhunderts unter Maharana Fateh Singh durch eine an der Stadtseite befindliche, ca. 800 m lange Staumauer erneuert und erhöht, wodurch die Oberfläche und somit das Fassungsvermögen des Sees insgesamt vergrößert wurde; wenige Jahre später erhielt der See seinen heutigen Namen.

## Inseln
Im See befinden sich mehrere kleine Inseln – die größte davon ist der rechteckig angelegte Nehru Park, ein Ausflugsort mit Restaurant und einem kleinen Tierpark; von Bedeutung ist auch das winzige Eiland mit dem Udaipur Solar Observatory. Von einer weiteren Insel steigt – meist in den Abendstunden – eine beleuchtete ca. 20 m hohe Wasserfontäne empor.

## Wasserqualität
Da der See nur während der Monsunzeit (Juli bis September) von Regenwasser und kleinen Bächen gespeist wird, unterliegt sein Wasserstand klimatisch bedingten Schwankungen. In den Jahren 1998 bis 2005 trocknete er wiederholt beinahe gänzlich aus. Außerdem werden immer noch ungereinigte Abwässer in den See geleitet, wodurch die Schadstoffkonzentration relativ hoch ist und nur von Wasserhyazinthen verkraftet werden kann, die jedes Jahr aufs neue bekämpft werden. Fische und Wasservögel leben hier kaum noch.